# Hornojasenská dolina
Hornojasenská dolina – dolina w Wielkiej Fatrze na Słowacji. Znajduje się w jej północnej, „turczańskiej” części i jest przedłużeniem Jasenskiej doliny (Jasenská dolina). Prawe zbocza Hornojasenskiej doliny tworzą szczyty Jarabiná (1314 m), Kečka (1139 m), Končitý vrch (1097 m) i Tisové (1023 m). Zbocza lewe tworzy grzbiet łączący szczyty Malý Lysec (1297 m i Lysec (1318 m), oraz Grúň – północno-zachodni grzbiet Lysca. Krótki, północno-zachodni grzbiet Ostredkowego grúnia (Ostredkowý grúň) dzieli jej górną część na dwie odnogi.
Dolina jest głęboko wcięta w wapienne skały otaczających ją szczytów. Jest całkowicie porośnięta lasem, z niewielkimi tylko polankami przy dnie doliny, którym spływa potok Vôdky. Dnem doliny aż do podnóży Kečki biegnie dobra droga (wjazd tylko dla pojazdów uprawnionych). Przy drodze jest kilka prywatnych, sezonowo używanych domków. Niemal cała dolina znajduje się poza granicami Parku Narodowego Małej Fatry i jest użytkowano gospodarczo (wyrąb lasu). Tylko wąski pas lasu w najwyższej, podszczytowej części północno-zachodnich zboczy Ostredkowego grúnia jest objęty ochroną (rezerwat przyrody Madačov). Doliną nie prowadzi żaden szlak turystyczny.

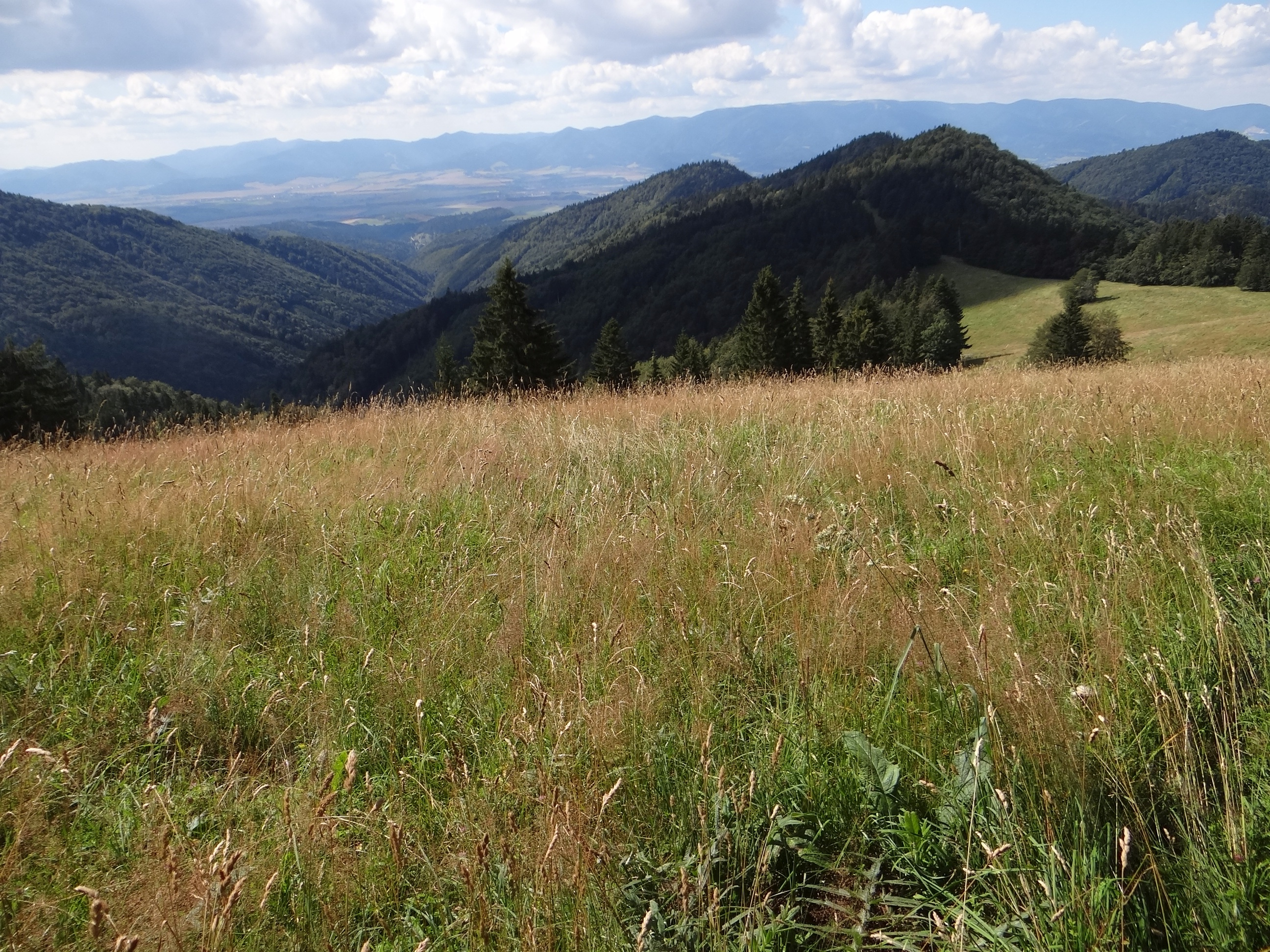
Widok na dolinę z Kečki
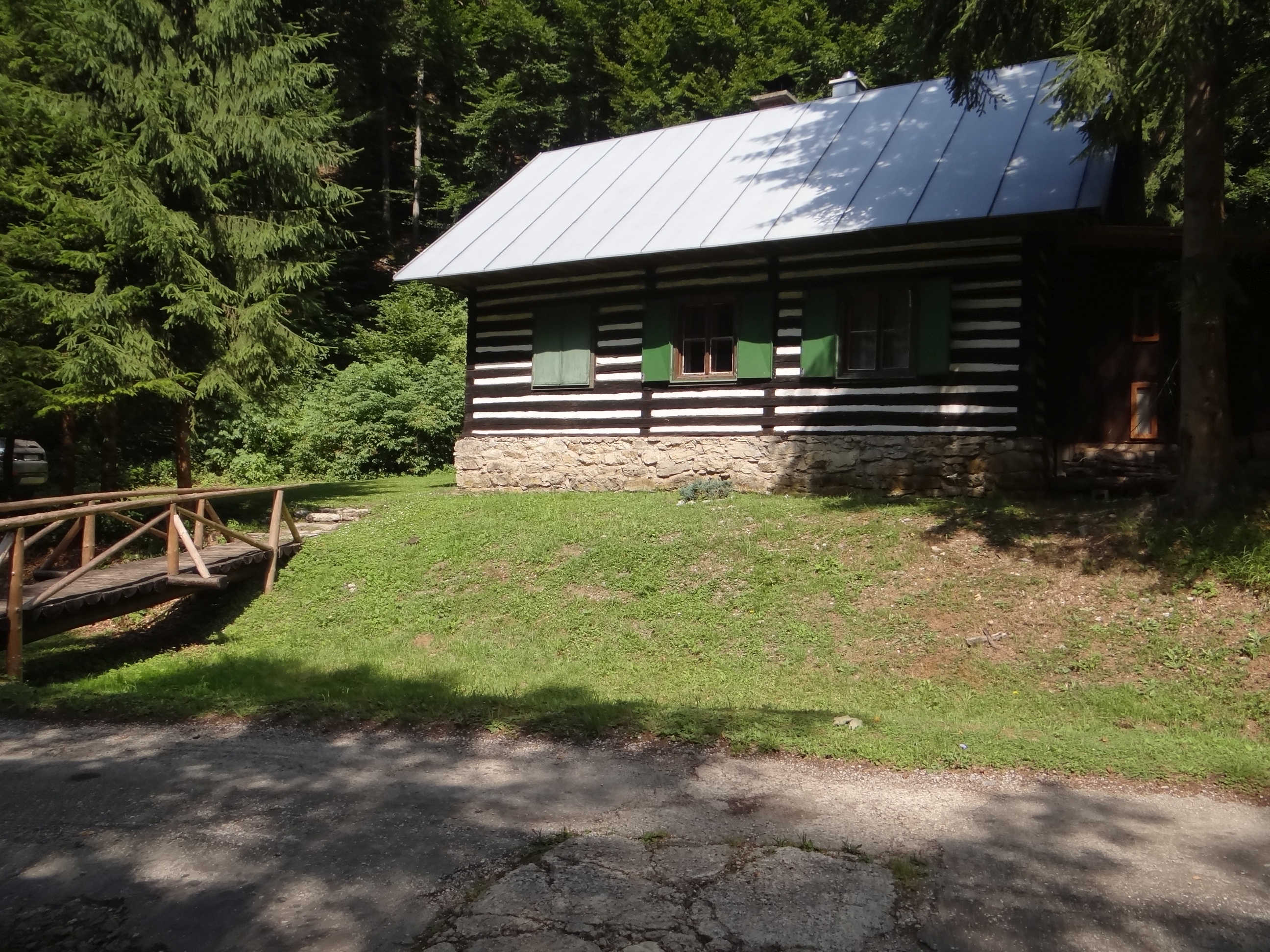
Jeden z domków w dolinie
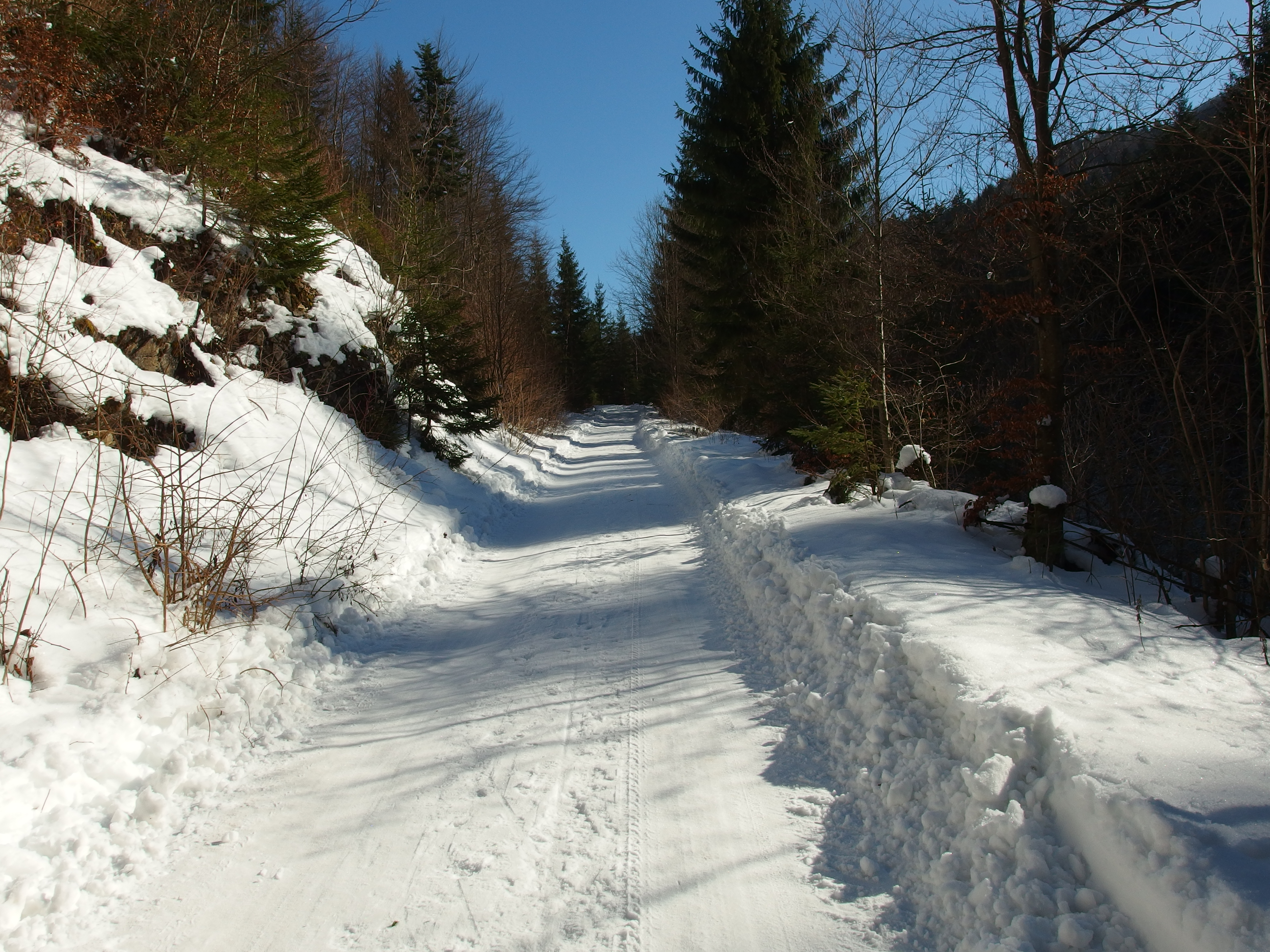
Droga przez dolinę